# Qaqqartivakajik

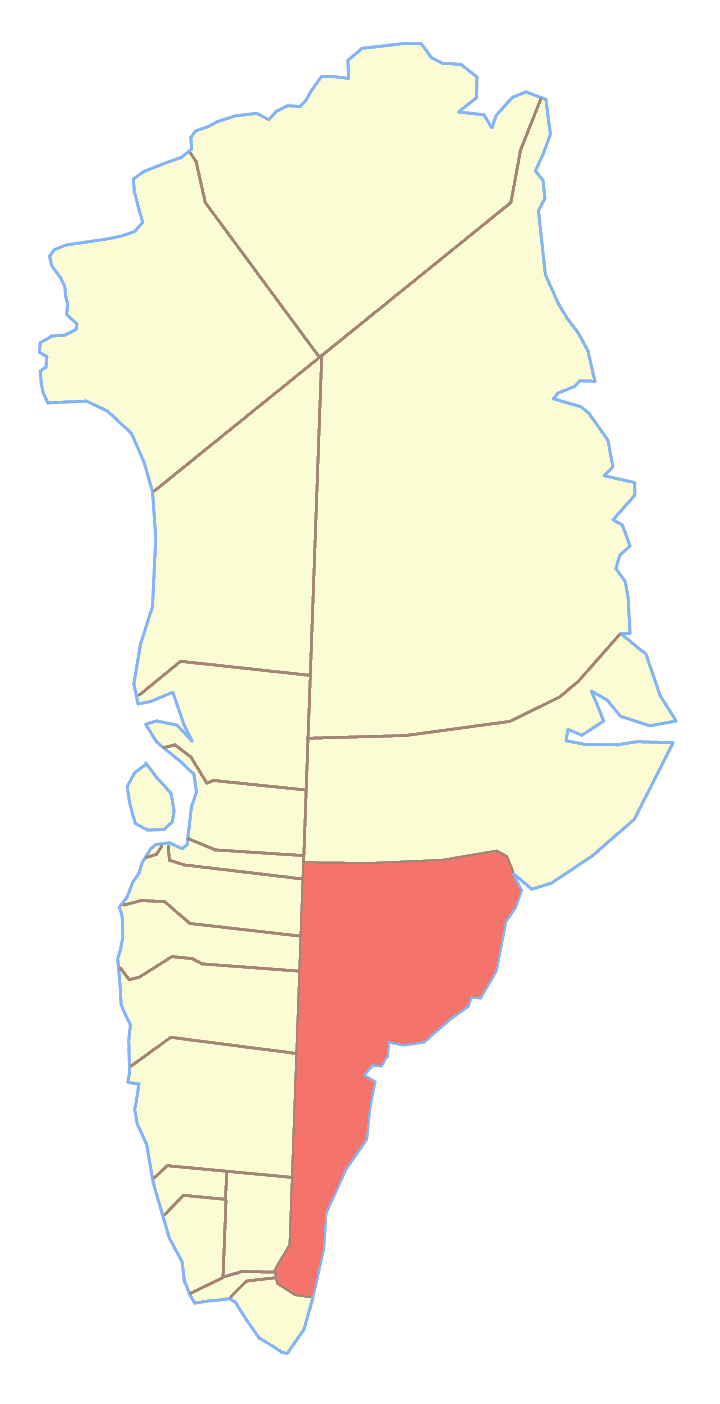
Ex comune di Ammassalik, dove si trovava il Qaqqartivakajik

Il Qaqqartivakajik (danese: Sømandsfjeldet) è una montagna della Groenlandia di 679 m. Si trova a 65°35'N 37°40'O; appartiene al comune di Sermersooq.